# Lake Pontchartrain Causeway
Der Lake Pontchartrain Causeway (Lake-Pontchartrain-Brücke, dem Namen nach eigentlich -Damm) ist eine Brücke, die aus zwei parallelen Straßenbrücken besteht, die den nördlich von New Orleans, Louisiana, liegenden Pontchartrain-See überqueren und Metairie, einen Vorort von New Orleans im Jefferson Parish, mit Mandeville am Nordufer des Sees im St. Tammany Parish verbinden. Sie werden von 9000 Betonpfeilern gestützt.
Der Lake Pontchartrain Causeway war bei seiner Eröffnung die längste Brücke der Welt.

## Beschreibung
Die erste, westliche Brücke wurde in der Zeit von 1955 bis 1956 gebaut und ist 38,4 km lang.
Die zweite, östliche Brücke wurde in der Zeit von 1967 bis 1969 gebaut. Die Brücken sind so lang, dass die Seeufer nur innerhalb der ersten knapp 13 km (8 Meilen) sichtbar sind.
Die beiden zweistreifigen Brücken haben einen Abstand von 24 m zueinander. Sie werden im Einbahnverkehr getrennt geführt. Auf der älteren Brücke fährt der Verkehr Richtung Süden, auf der neueren Richtung Norden. An sieben Stellen gibt es eine Verbindung (crossover), auf der man in Notfällen von der einen auf die andere Brücke wechseln kann.
Beide Brücken sind 10 m (33 ft) breit. Ihre Fahrbahn liegt 4,5 bis 4,9 m (15 bis 16 ft) über dem Wasser. Jeweils knapp 8 Meilen (12,7 km) von den Ufern entfernt steigen die Fahrbahnen für einen rund 44 m (145 ft) breiten Schiffsdurchlass auf eine lichte Höhe von 15 m (50 ft), wobei der nördliche Durchlass für höhere Schiffe durch eine stählerne Klappbrücke geöffnet werden kann.
Beide Brücken sind Jochbrücken mit Plattenüberbau, die aus Spannbeton-Fertigteilen errichtet wurden.

### Ursprüngliche Brücke (1956)
Der erste Lake Pontchartrain Causeway wurde 1954 von Palmer & Baker Inc. entworfen. An der Planung war auch Jean Muller beteiligt, der zu der Zeit in New York das dortige Büro von Eugène Freyssinet leitete.
Der Causeway war nicht nur die erste größere Spannbetonbrücke in den USA nach der 1951 fertiggestellten Walnut Lane Memorial Bridge in Philadelphia, Pennsylvania. Bei ihm wurde außerdem zum ersten Mal die Massenproduktion von an Land vorgefertigten Brückenteilen und deren Montage in einem sehr großen Brückenprojekt geplant und realisiert. Außerdem wurden erstmals an Land hergestellte, runde, hohle Spannbeton-Pfähle mit einem Durchmesser von 1,37 m (54 inches) eingesetzt.
Sämtliche Betonteile wurden in einem temporären Betonfertigteilwerk nahe dem nördlichen Ende der Brücke in Mandeville produziert.
Der Bau begann am 23. Mai 1955 mit dem Setzen der ersten Pfähle.
Die Jochbrücke besteht aus 2232 Brückenfeldern von je 17 m Länge (und den beim Bau der zweiten Brücke umgebauten Schiffsdurchlässen). Je zwei der runden Pfähle stützen einen Querbalken, auf denen die 16,46 m (54 ft) langen und 10 m (33 ft) breiten Spannbeton-Fahrbahnplatten lagern.
Die Pfähle wurden mit einheitlichen Längen von 4,88 m (16 ft) hergestellt und so lange aufeinander gesetzt, bis sie die vorgesehene Tiefe bei 27 m (88 ft) erreicht hatten.
Die industrielle Serienfertigung ermöglichte es, pro Tag bis zu 100 m Brückenlänge herzustellen.
Die Brücke wurde vier Monate vor dem vereinbarten Termin fertiggestellt und am 30. August 1956 feierlich eröffnet.
Der Lake Pontchartrain Causeway wurde 2013 von der American Society of Civil Engineers in die List of Historic Civil Engineering Landmarks aufgenommen, weniger als Beispiel für die Spannbetontechnologie, sondern wegen des erstmaligen Einsatzes industrieller Massenproduktion.

### Zweite Brücke (1969)
Der Verkehr auf der Brücke war innerhalb weniger Jahre auf 3000 Kfz pro Tag angestiegen, so dass eine zweite Brücke notwendig wurde. Ihr Bau begann im September 1967. Aufgrund des technischen Fortschritts wurden dieses Mal Fahrbahnplatten mit je 25,60 m (84 ft) Länge verwendet, die auf Jochen mit je drei Pfählen lagerten, die außerdem dickere Wandungen hatten. Mit verbesserten Produktions- und Bauverfahren wurden pro Tag bis zu 487 m Brückenlänge hergestellt. Die neue Brücke wurde nach einer Bauzeit von 25 Monaten am 10. Mai 1969 eröffnet.

## Verkehr

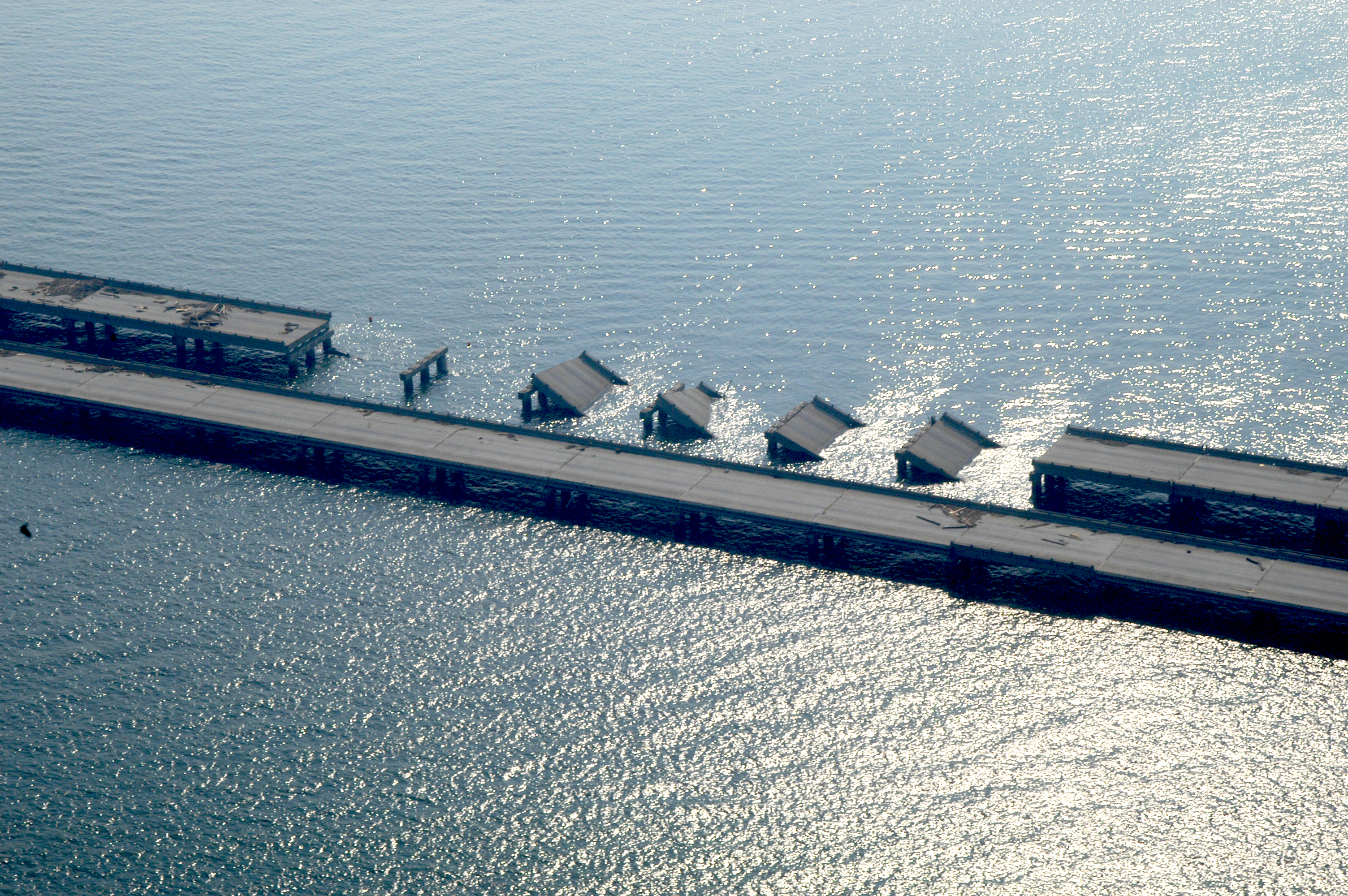
Die durch Hurrikan Katrina 2005 beschädigte Brücke: Schwere Brückenelemente hatten sich vom Tragwerk gelöst.

Von 1956 bis 1995 kostete eine Überfahrt 1 $ Maut, dann 1,50 $, gegenwärtig (2024) werden 6 $ nur am Nordufer für die Fahrt nach Süden kassiert.
Seit 2004 darf auf dem Causeway (außer auf der Klappbrücke) mit 65 mph (105 km/h) gefahren werden.
Die Brücken wurden durch Hurrikan Katrina (weniger als befürchtet) beschädigt, sie mussten deshalb vom 29. August bis zum 14. Oktober 2005 gesperrt werden.
Der Verkehr stieg von 3.000 Fahrzeugen pro Tag um 1960 auf werktäglich 30.000 und in Spitzenzeiten bis zu 3.500 Fahrzeuge pro Stunde an.